# برگ‌بران
برگ‌بُران (نام علمی: Megachilidae) نام یک خانواده از زنبور است.